# Scylla Duarte Prata

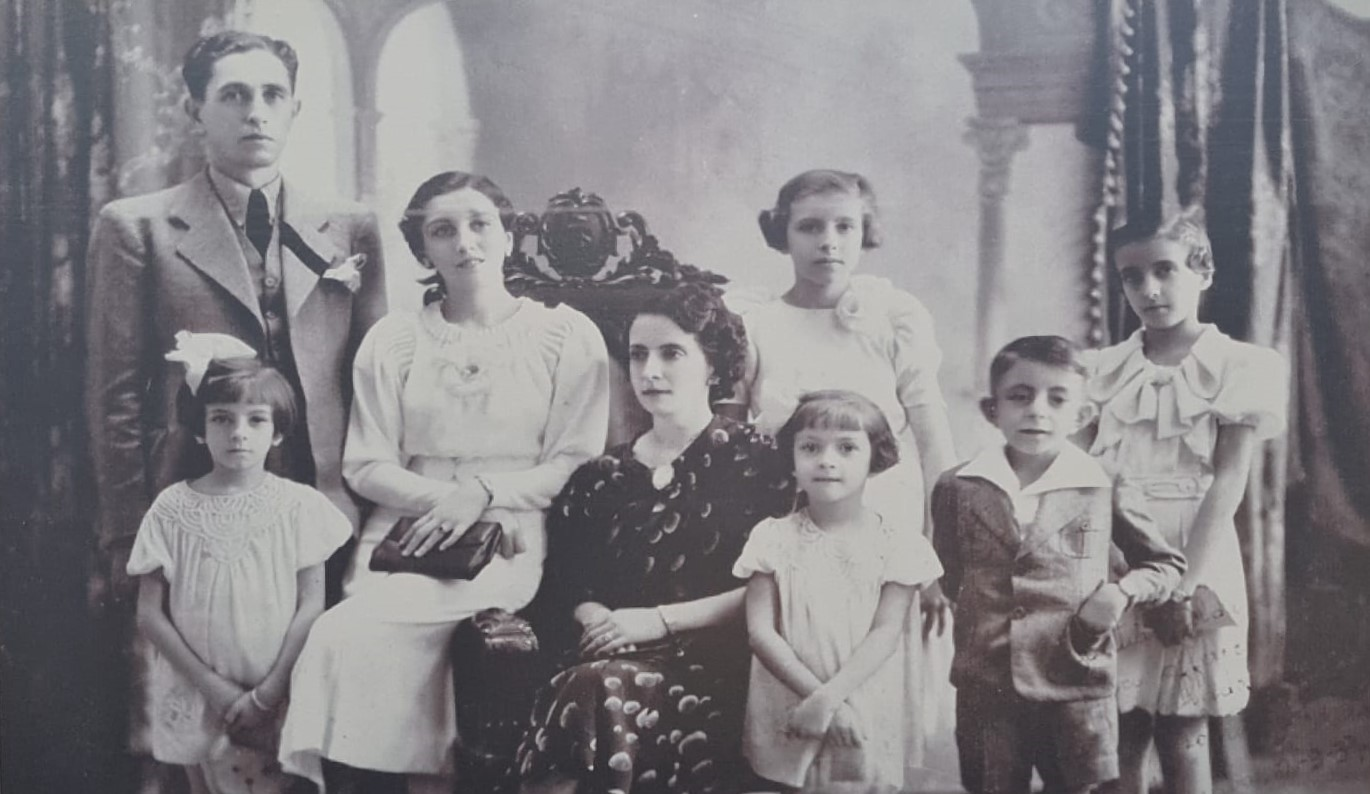
Família da Dra. Scylla na década de 1920. Dra. Scylla última à direita. Demais: Sr. Antenor Duarte Villela, pai, Sra. Rute Vieira Villela, mãe, irmãos Dinah, Urisbela, Elber, Bene e Olga

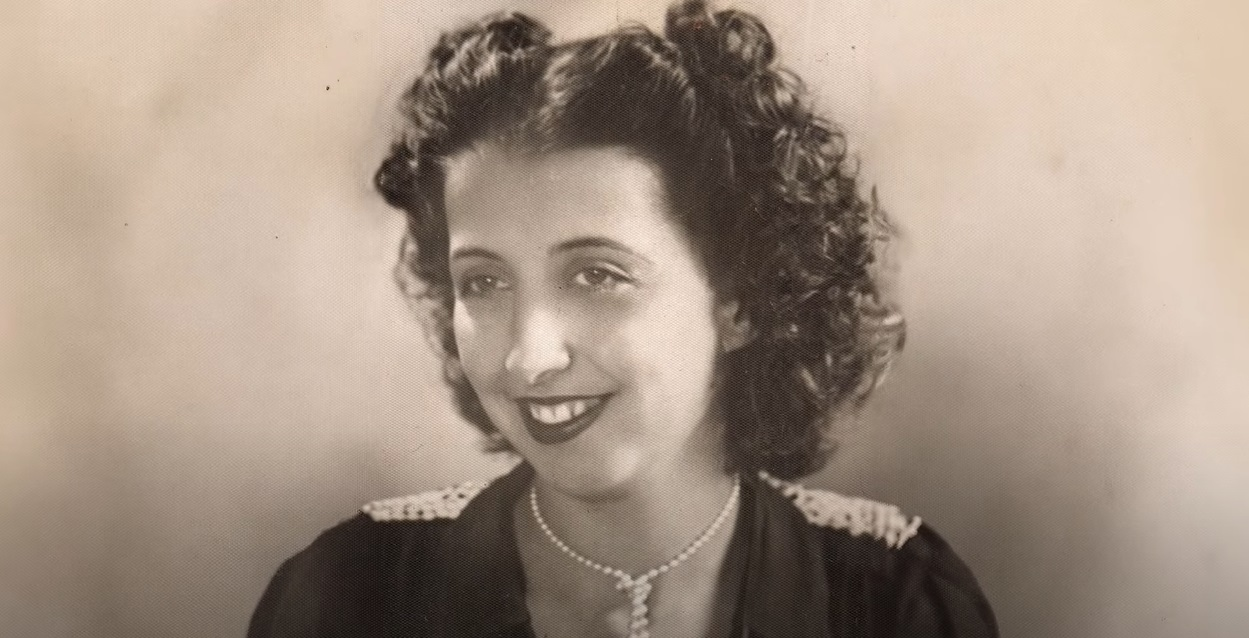
Dra. Scylla Duarte Prata, aprox. década 1940

Scylla Duarte Prata (Sacramento, 23 de novembro de 1923 – Barretos, 14 de junho de 2025) foi uma figura notável na medicina brasileira, especialmente reconhecida por seu trabalho pioneiro na área de oncologia ginecológica e pela fundação do Hospital de Amor, anteriormente conhecido como Hospital de Câncer de Barretos.

## Vida
Desde jovem, enfrentou os desafios de ser mulher em uma profissão dominada por homens. Ingressou na Faculdade de Medicina da Universidade de São Paulo (USP) em uma época em que muito poucas mulheres eram vistas nos corredores de instituições de ensino médico. Dra. Scylla foi uma das nove mulheres na turma de medicina que se formaram em 21 de dezembro de 1949, destacando-se em um campo competitivo e rigoroso.
Na faculdade conheceu o Dr. Paulo Prata no início do curso com quem noivou no terceiro ano, se casando em 17 de janeiro de 1948 e concluindo o quinto e sexto ano do curso. Foi com quem compartilhou não apenas a vida pessoal mas também profissional, dedicando-se à prática médica e ao desenvolvimento de serviços de saúde em Barretos, São Paulo. 
Antes de deixarem São Paulo em mudança para Barretos, os Duarte Prata (Dra. Scylla e Dr. Paulo) fixaram residência em Catanduva, onde trabalhavam — ele cirurgia e partos, ela especialista em doenças em senhoras —  no Hospital Padre Albino e moravam e clinicavam na Rua Belém, nº 647, atual Museu Padre Albino.
Juntos, com recursos vindos do pai da Dra. Scylla, o Sr. Antenor Duarte Villela, eles fundaram o Hospital São Judas Tadeu, que mais tarde evoluiu para o Hospital de Amor, sob a administração da Fundação Pio XII, instituída em 1967. Dra. Scylla foi instrumental na introdução e disseminação do exame de Papanicolau em Barretos, uma técnica que revolucionou o diagnóstico precoce do câncer de colo do útero. Seu compromisso com a medicina preventiva salvou inúmeras vidas e estabeleceu novos padrões de cuidado médico para mulheres em toda a região.
Além de sua prática médica, Dra. Scylla se dedicou intensamente ao ensino e à formação de novos médicos, influenciando gerações. Seu trabalho no Hospital de Amor, junto com a equipe que formou com seu marido, contribuiu significativamente para transformar a instituição em um centro de referência nacional e internacional em oncologia.
Dra. Scylla Duarte Prata não apenas deixou um legado duradouro no campo da medicina, mas também abriu caminho para futuras gerações de mulheres médicas no Brasil. Sua vida e carreira refletem uma combinação de dedicação à medicina, inovação no tratamento do câncer e compromisso inabalável com o cuidado humanizado dos pacientes.
No ano de 2000, em viagem ao Vaticano recebeu a benção do Papa João Paulo II, juntamente ao Arcebispo Emérito de Botucatu, Dom Antônio Maria Mucciolo, e a Sra. Angelina Mourão.
Em 2013 lhe foi outorgada pelo ex-vereador de Sacramento, Cleber Rosa da Cunha a Comenda do Mérito Legislativo 'Dr. Clemente Vieira Araújo' a qual ela recebeu da Câmara Municipal de Sacramento, em sessão solene realizada no Paço Municipal em 17 de março 2017.
Comemorações e homenagens marcaram seu centenário. Em 24 de novembro de 2023 o Hospital de Amor lançou o vídeo "Dra. Scylla Duarte Prata comemora 100 anos" e em 22 de novembro de 2024 foi inaugurada a exposição “Scylla: centenário de amor” com realização do Ministério da Cultura e idealização pelo Instituto Sociocultural do Hospital de Amor, por meio da Lei de Incentivo à Cultura – Lei Rouanet, 8.313/1991.
Era mãe de Henrique Prata, atual presidente do Hospital de Amor, eminente personalidade do setor de saúde brasileiro e do setor agropecuário. Dra. Scylla também teve outros quatro filhos — Cristina Duarte Prata, Paulo Duarte Prata, Clarice Duarte Prata e Beatriz Duarte Prata.
Trabalhou enquanto pôde, até que um problema de visão iniciado aos 85 anos e um acidente vascular cerebral (AVC) aos 94 anos, fez com que ela precisasse se afastar dos consultórios. Faleceu em 14 de junho de 2025, em Barretos. A causa de seu falecimento não foi divulgada. A cidade teve três dias de luto decretado pelo prefeito.